# Zkáza zámku Herm
Zkáza zámku Herm (ve francouzském originále Jacquou le Croquant) je francouzský film Laurenta Boutonnata z roku 2007. Jedná se o historické drama, zasazené do období vlády Napoleona Bonaparte.

## Popis filmu
Film vypráví o mladém francouzském chlapci Jacquovi, kterému v dětství (Léo Legrand) hrabě Nansac (Jocelyn Quivrin) uvězní otce (Albert Dupontel), který zahyne při útěku z vězení, matka (Marie-Josée Croze) následně umírá na zápal plic a žalem. Jacquou následně vyrůstá u místního faráře (Olivier Gourmet). Stává se z něj sebevědomý mladý muž (Gaspard Ulliel), který si najde děvče (Judith Davis) a žije spokojený život, dokud na městskou slavnost nedorazí hrabě Nansac. V tradiční taneční soutěži, kdy taneční páry musí dodržovat určitá pravidla, hrabě prohraje a je tím ponížen. Jako trest Jacquoua uvězní na svém hradě. Tomu se však podaří uniknout a spolu s obyvateli města chystá hraběti pomstu.

## Ocenění
Film obdržel dvě nominace na Zlatého Césara a to za produkci a kostýmy.

## Další zajímavosti
Film se natáčel již v roce 2005, vyšel však až o dva roky později. Natáčelo se ve Francii a Rumunsku. Hlavním kameramanem druhého štábu byl český kameraman Martin Grošup.

## Obsazení
| Gaspard Ulliel    | dospělý Jacquou         |
| Léo Legrand       | malý Jacquou            |
| Tchéky Karyo      | Rytíř                   |
| Olivier Gourmet   | farář                   |
| Jocelyn Quivrin   | hrabě Nansac            |
| Judith Davis      | dospělá Lina            |
| Bojana Panić      | dospělá Galiotte Nansac |
| Marie-Josée Croze | matka                   |
| Albert Dupontel   | otec                    |
| Malik Zidi        | dospělý Touffu          |
| Vincent Valladon  | malý Touffu             |
| Gérald Thomassin  | dospělý Le Bigleux      |
| Elliott Valence   | malý Le Bigleux         |
| Clémence Gautier  | malá Lina               |
| Raisa Maihailescu | malá Galiotte Nansac    |
| Dora Doll         | Fantille                |
| Jerome Kircher    | advokát                 |
| Renan Carteux     | Baron Valliére          |
| Jeff Esperansa    | Mario                   |
| Théodore Isorni   | jezuita                 |